# Alfred Engelsen
Alfred Bertran Engelsen, född 16 januari 1893, död 13 september 1966, var en norsk gymnast och simhoppare.
Engelsen tävlade i två grenar för Norge vid olympiska sommarspelen 1912 i Stockholm. Han var med och tog guld i lagtävlingen i fritt system i gymnastik. Engelsen deltog även i herrarnas raka höga hopp i simhopp, där han blev utslagen i den första omgången. 